# Śpieszek cieplarniany
Śpieszek cieplarniany (Diestrammena asynamora) – synantropijny gatunek owada z rzędu prostoskrzydłych. Został opisany naukowo z palmiarni w Petersburgu. 
Ubarwienie jasnobrązowe z ciemniejszymi plamkami i pręgami. Długość ciała samców sięga 17 mm, samic 19 mm, czułki samców 75 mm, samic 80 mm. Tylne skoczne nogi mierzą ponad 20 mm, umożliwiają wykonywanie długich skoków. Śpieszek nie posiada skrzydeł. U samic występuje masywne, długie pokładełko.
Pochodzi prawdopodobnie ze wschodniej Azji (z południowych Chin), gdzie zamieszkuje pola i łąki. Śpieszek został zawleczony do Europy i Ameryki Północnej. Występuje także w Polsce, jego obecność odnotowano w wielu miejscowościach rozsianych po całym kraju. Odpowiadające mu warunki znalazł w szklarniach i poza tymi pomieszczeniami nie występuje, co znalazło odzwierciedlenie w jego polskiej nazwie. W cieplejszych regionach stwierdzany był w ogrodach zoologicznych, mieszkaniach i garażach. W szklarni Ogrodu Botanicznego we Wrocławiu stwierdzono obecność populacji szacowanej na 2000 osobników.
Śpieszki są owadami nocnymi. Dzień spędzają w ukryciu, pod liśćmi, w szparach ścian, często w pobliżu rur grzejnych. Początkowo uważane były za szkodniki cieplarniane, później stwierdzono, że żywią się głównie drobnymi owadami, (w tym mszycami), wijami i ślimakami. W przypadku niedoboru pokarmu zwierzęcego lub wody pobierają także pokarm roślinny.
W ciągu kilku miesięcy samica składa kilkaset jaj. Ich rozwój przebiega w ziemi. W ogrzewanych szklarniach larwy pojawiają się po 3–4 miesiącach, a ich dalszy rozwój trwa do 7 miesięcy.